# Rotation de Wick
En physique, la rotation de Wick est une méthode pour trouver une solution à un problème mathématique dans un espace de Minkowski à partir d'un problème relatif à un espace euclidien, à l’aide d’une transformation qui substitue une variable imaginaire pure à une variable réelle. 
La rotation de Wick,, est la transformation, complexe, {\displaystyle t\longrightarrow -\mathrm {i} \tau } où {\displaystyle \mathrm {i} } est l'unité imaginaire et {\displaystyle \tau } est le temps euclidien.
Son éponyme, est le physicien théoricien italien Gian-Carlo Wick (1909-1992) qui l'a proposée en 1954,. La transformation est dite rotation car la multiplication par le nombre {\displaystyle \mathrm {i} } est équivalente à une rotation d'angle {\displaystyle -{\frac {\pi }{2}}} du temps dans le plan complexe,.
La rotation de Wick inverse est la transformation {\displaystyle \tau \longrightarrow \mathrm {i} t}.
Cette transformation est aussi utilisée pour résoudre des problèmes en mécanique quantique (notamment en théorie quantique des champs) et dans d'autres domaines (équation de la chaleur).

## Physique statistique et mécanique quantique
La rotation de Wick relie la physique statistique et la mécanique quantique en remplaçant la température inverse ({\displaystyle 1/(k_{B}T)\,}) par un temps imaginaire ({\displaystyle it/\hbar \,}).

## Statique et dynamique
La rotation de Wick relie des problèmes statiques en dimension N à des problèmes dynamiques en dimension N – 1. 